# 板倉勝職
板倉 勝職（いたくら かつつね）は、備中松山藩6代藩主。板倉家宗家12代。

## 略歴
第5代藩主・板倉勝晙の長男。正室は大垣藩主・戸田氏庸の娘。継室は黒石領主・津軽寧親の娘。継々室は久留里藩主・黒田直方の娘（田中藩主・本多正意の養女）。子は娘（板倉勝静正室）。官位は従五位下、阿波守、周防守。幼名は充之進。

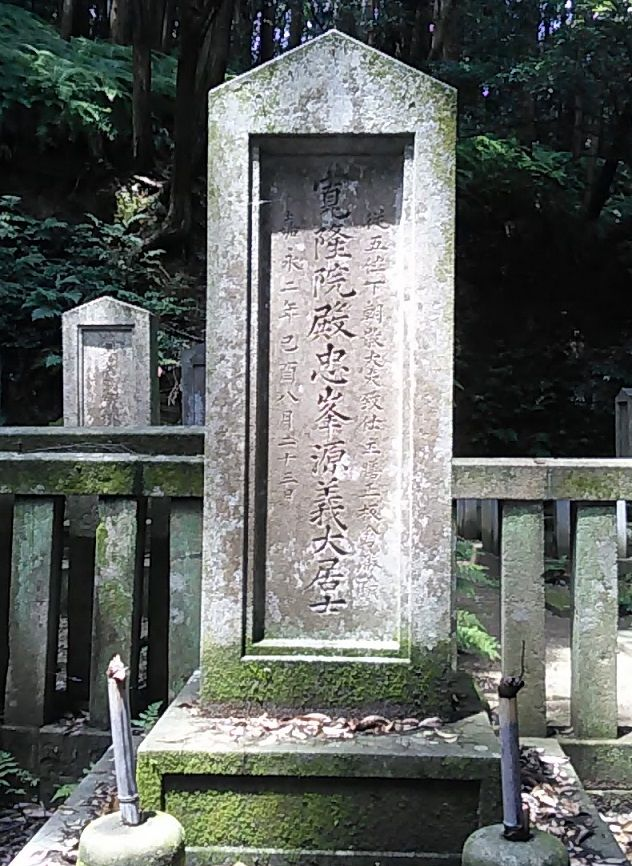
板倉勝職の墓(西尾市長圓寺)

文化元年（1804年）9月4日、父が死去したために跡を継いだ。しかし暗愚な人物で、藩政においては奢侈と淫らな行為を重ねて藩財政を悪化させた。文政10年（1827年）1月8日、奏者番に就任する。天保13年（1842年）6月、男児がいずれも早世したため、松平定信の孫に当たる勝静を養子に迎える。弘化2年（1845年）12月13日、病気のために奏者番を辞職する。嘉永2年（1849年）閏4月6日、隠居し、勝静に家督を譲った。同年8月23日、47歳で死去した。法号は寛隆院殿忠峰源義大居士。墓所は愛知県西尾市貝吹町の長円寺。

## 系譜
- 父：板倉勝晙（1784-1804）
- 母：不詳
- 正室：戸田氏庸娘
- 継室：津軽寧親娘
- 継々室：クマ - 本多正意養女、黒田直方娘
- 生母不明の子女
  - 女子：板倉勝静正室
- 養子
  - 男子：板倉勝静（1823-1889） - 松平定永の八男